# استان دوزجه
استان دوزجه یکی از استان‌های ترکیه است. مرکز این استان شهر دوزجه است.

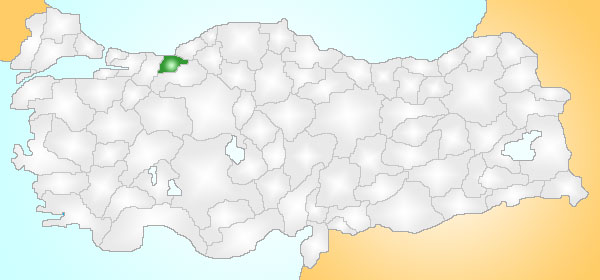
محل استان دوزجه در نقشهٔ ترکیه.